# Città di East Fremantle
La città di East Fremantle è una delle 29 Local Government Areas che si trovano nell'area metropolitana di Perth, in Australia Occidentale. Essa si estende su di una superficie di circa 3 chilometri quadrati ed ha una popolazione di 6.697 abitanti.